# Romuald Giegiel
Romuald Giegiel (* 8. května 1957 Varšava) je bývalý polský atlet, běžec, sprinter a překážkář.

## Sportovní kariéra
V 80. letech 20. století patřil k předním evropským překážkářům. V roce 1980 se stal halovým vicemistrem Evropy v běhu na 60 metrů překážek. O čtyři roky později na evropském halovém šampionátu v této disciplíně zvítězil.